# Южноительменский язык
Южноительме́нский язы́к — язык ительменов, проживавших на Камчатке по побережью Тихого океана. Относился к ительменской группе чукотско-камчатской семьи (принадлежность ительменских к чукотско-камчатским признаётся не всеми исследователями). Исчез к концу XIX в.

## Распространение
Южноительменский язык был распространён в районе мыса Лопатка и по Охотскому морю на север до реки Хайрюзовой.